# Henriettea succosa
Henriettea succosa là một loài thực vật có hoa trong họ Mua. Loài này được (Aubl.) DC. mô tả khoa học đầu tiên năm 1828.

## Hình ảnh

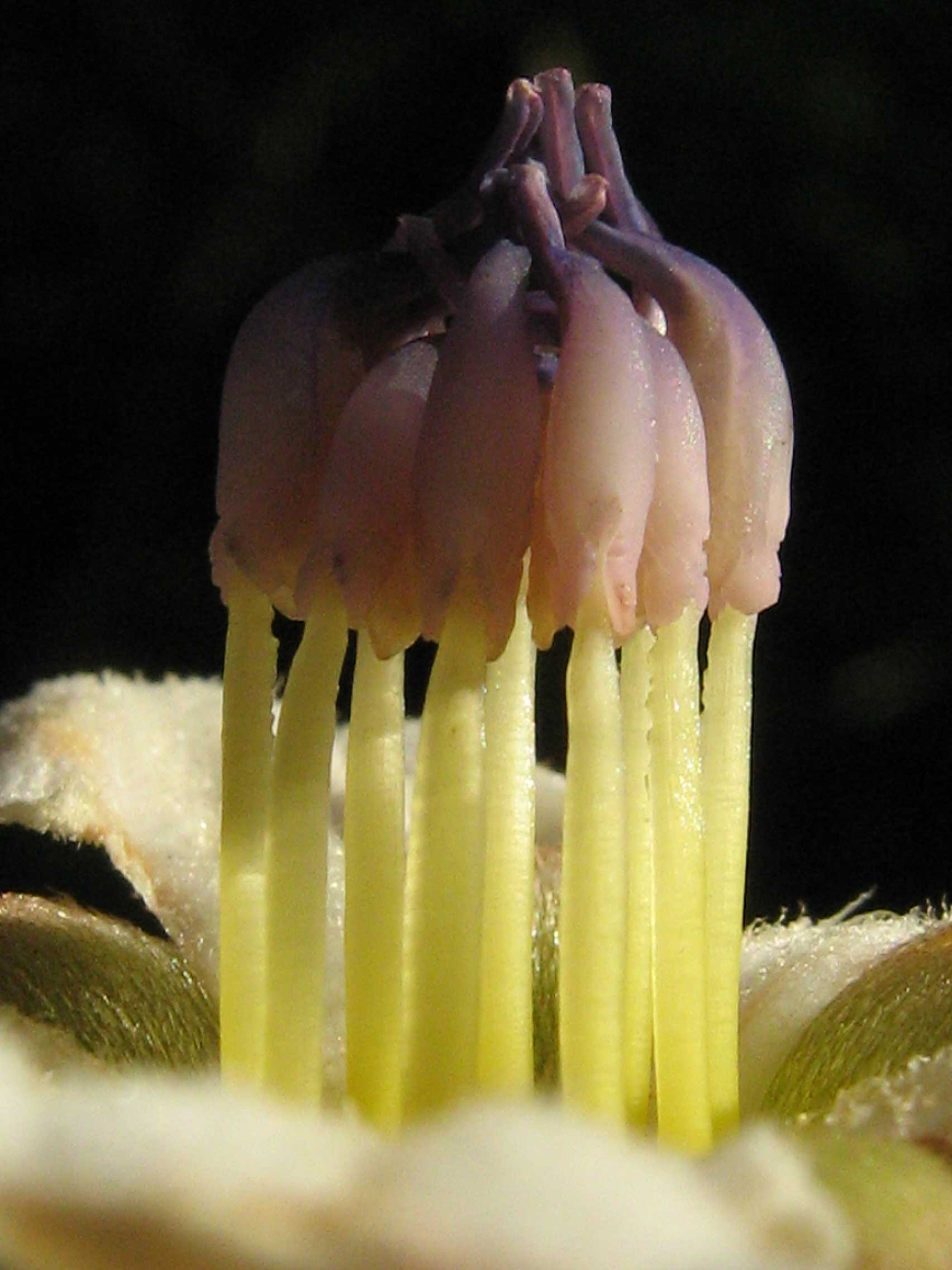
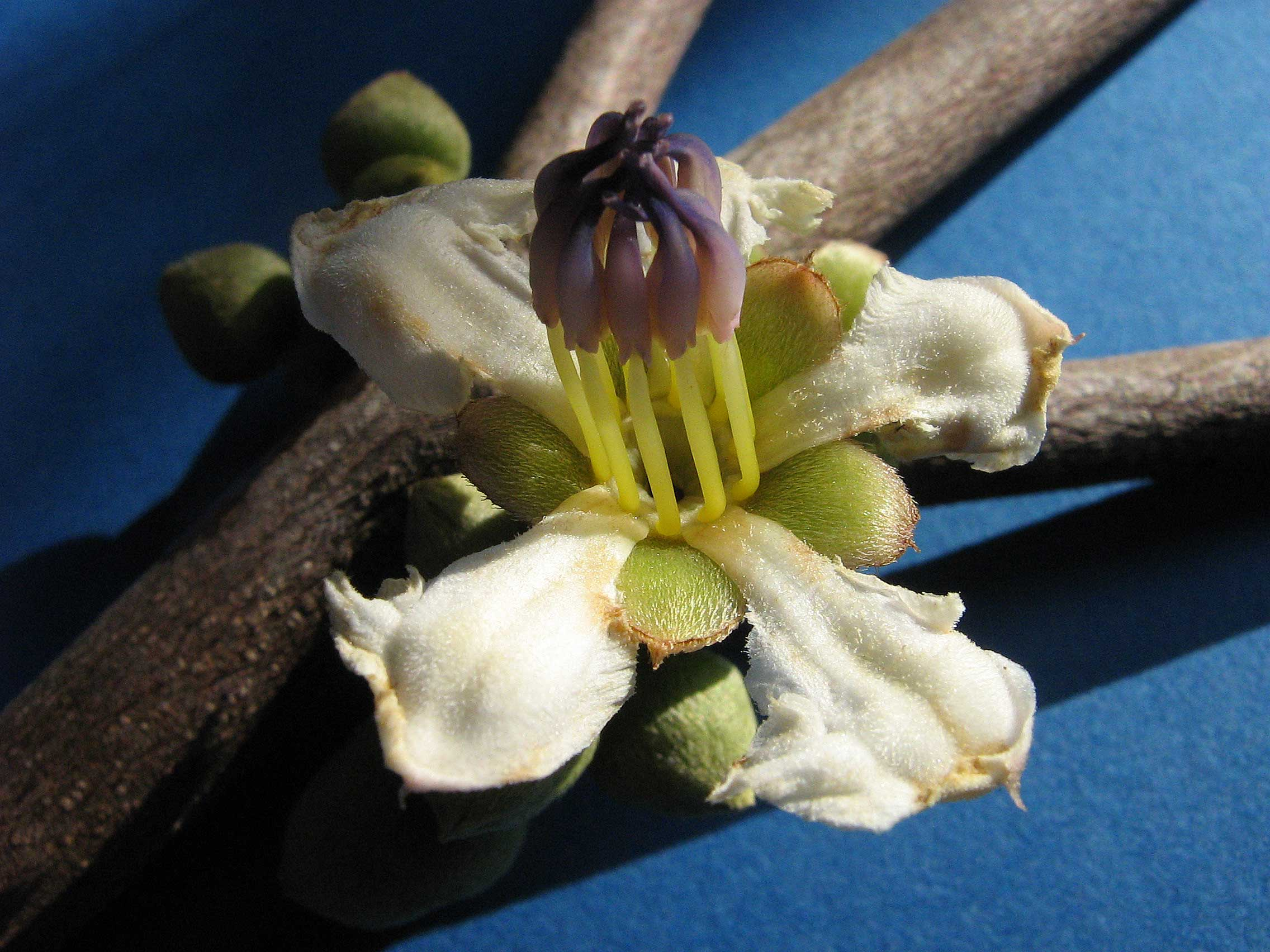
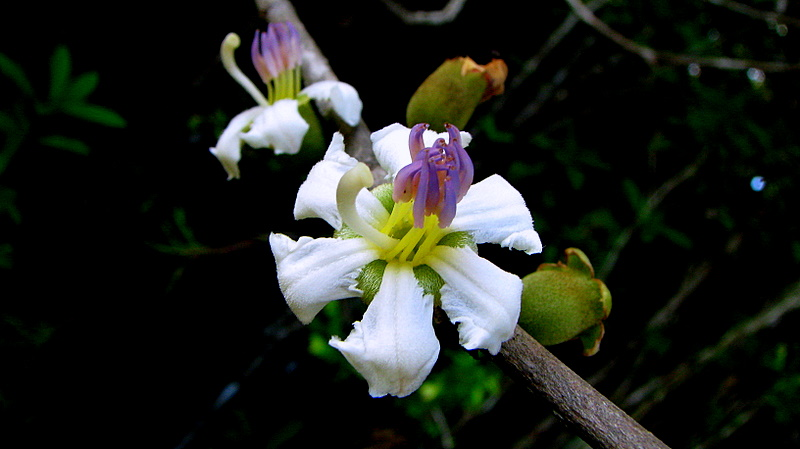
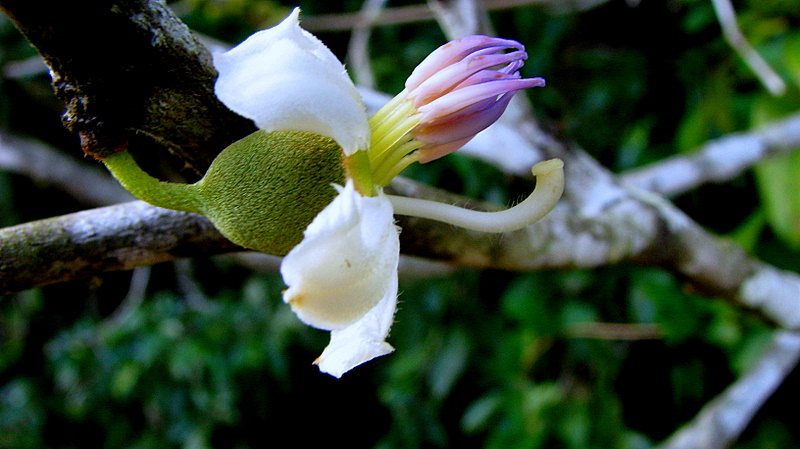